# Michel Teló
Pour les articles homonymes, voir Telo.
 (juin 2013).
Si vous disposez d'ouvrages ou d'articles de référence ou si vous connaissez des sites web de qualité traitant du thème abordé ici, merci de compléter l'article en donnant les références utiles à sa vérifiabilité et en les liant à la section « Notes et références ».
Michel Teló, né le 21 janvier 1981 à Medianeira, est un chanteur brésilien. Membre du groupe Grupo Tradição, connu au Brésil avec les tubes Barquinho, O Caldeirão, Pra Sempre Minha Vida, A Brasileira et Eu Quero Você. Il est également auteur-compositeur, danseur et joue de l'harmonica, de la guitare, de l'accordéon. Sa carrière prend une ampleur internationale en 2011 grâce au titre Ai, Se eu te Pego.

## Biographie
Même s'il est né au Parana, il habite à Mato Grosso do Sul depuis son enfance.
Ses parents ont des origines italiennes et étaient patron d'une boulangerie. Michel Teló est le cadet d’une fratrie de trois enfants.
Il a été marié avec Ana Carolina Lago en 2008. Ils sont restés 6 ans ensemble (dont 3 ans de mariage) avant de se séparer en décembre 2011. Depuis 2012, il est en couple avec Thaís Fersoza, une actrice de telenovelas brésilienne. Mariés en 2014, ils sont parents de deux enfants : Melinda (née en 2016) et Teodoro (né en 2017).

## Carrière musicale
Son père lui offre un accordéon à l’âge de dix ans. Deux années plus tard, sur les encouragements de son entourage, il forme « Guri » groupe de musique traditionnelle. En 1997, il rejoint le groupe "Grupo Tradição" et y reste 11 ans, puis se lance en solo en 2009 avec l'album Balada Sertaneja.
Il fait partie du jury de l'émissions The Voice Brasil lors des saisons 4, 5 et 6.

## Discographie

### Albums
- 2009 : Balada Sertaneja

Albums live
- 2010 : Ao Vivo
- 2011 : Michel na Balada
- 2013 : Sunset

### Singles
- 2009 : Ei, psiu! Beijo me liga
- 2010 : Amanhã sei lá
- 2010 : Fugidinha
- 2011 : Se intrometeu
- 2011 : Larga de Bobeira
- 2011 : Ai, Se eu te Pego / Oh, If I Catch You!
- 2011 : Humilde Residência
- 2011 : Eu Te Amo e Open Bar
- 2012 : Bará Berê
- 2012 : É Nóis Faze Parapapá
- 2013 : Love Song
- 2013 : Amiga Da Minha Irmã
- 2013 :  Maria